# 小桔蚜
小桔蚜（学名：Toxoptera aurantii）又名茶蚜，为常蚜科桔蚜屬下的一个种。是茶树主要害虫之一，幼虫和成虫均可刺吸茶汁，使茶树芽叶受损，其排泄物可诱导霉菌聚集于茶树叶片, 影响茶树光合作用。